# Survivor Series (1996)
Survivor Series 1996 fue la décima edición de Survivor Series, un evento anual emitido por PPV de lucha libre profesional producido por la World Wrestling Federation. Tuvo lugar el 17 de noviembre de 1996 en el Madison Square Garden en Nueva York. La frase del evento fue "Back to Attack".

## Resultados
- Free for All match (4 on 4) Tradicional Survivor Series match: Jesse James, Aldo Montoya, Bob Holly y Bart Gunn derrotaron a The Sultan, Justin Bradshaw, Salvatore Sincere y Billy Gunn (c/The Iron Sheik y Uncle Zebekiah)(10:46)

| Número de eliminación | Luchador             | Equipo               | Eliminado por        | Técnica requerida                | Tiempo               |
| --------------------- | -------------------- | -------------------- | -------------------- | -------------------------------- | -------------------- |
| 1                     | Aldo Montoya         | Equipo 1             | The Sultan           | Se rindió tras un "Camel Clutch" | 3:55                 |
| 2                     | Salvatore Sincere    | Equipo 2             | Bart Gunn            | "Side slam"                      | 6:55                 |
| 3                     | Bob Holly            | Equipo 1             | Justin Bradshaw      | "Clothesline"                    | 8:35                 |
| 4                     | Justin Bradshaw      | Team #2              | Jesse James          | "Schoolboy"                      | 8:46                 |
| 5                     | The Sultan           | Equipo 2             | Jesse James          | "Small package"                  | 9:44                 |
| 6                     | Jesse James          | Equipo 1             | Billy Gunn           | "Top-rope Famouser"              | 9:59                 |
| 7                     | Billy Gunn           | Equipo 2             | Bart Gunn            | "Flying Forearm Smash"           | 10:46                |
| Superviviente:        | Bart Gunn (Equipo 1) | Bart Gunn (Equipo 1) | Bart Gunn (Equipo 1) | Bart Gunn (Equipo 1)             | Bart Gunn (Equipo 1) |
- (4 on 4)Tradicional Survivor Series match: Doug Furnas, Phil Lafon, Henry Godwinn y Phineas Godwinn (c/Hillbilly Jim) derrotaron a Owen Hart, The British Bulldog, Marty Jannetty y Leif Cassidy (c/Clarence Mason) (20:41)

| Número de eliminación | Luchador                            | Equipo                              | Eliminado por                       | Técnica requerida                   | Tiempo                              |
| --------------------- | ----------------------------------- | ----------------------------------- | ----------------------------------- | ----------------------------------- | ----------------------------------- |
| 1                     | Marty Jannetty                      | Equipo 2                            | Henry Godwinn                       | "Slop drop"                         | 8:12                                |
| 2                     | Henry Godwinn                       | Equipo 1                            | Owen Hart                           | "Spinning heel kick"                | 8:18                                |
| 3                     | Phineas Godwinn                     | Equipo 1                            | The British Bulldog                 | "Running Powerslam"                 | 9:04                                |
| 4                     | Leif Cassidy                        | Equipo 2                            | Phil Lafon                          | "Suplex desde la segunda cuerda"    | 13:43                               |
| 5                     | The British Bulldog                 | Equipo 2                            | Phil Lafon                          | "Schoolboy"                         | 17:22                               |
| 6                     | Owen Hart                           | Equipo 2                            | Doug Furnas                         | "Release German suplex"             | 20:41                               |
| Supervivientes:       | Doug Furnas y Phil Lafon (Equipo 1) | Doug Furnas y Phil Lafon (Equipo 1) | Doug Furnas y Phil Lafon (Equipo 1) | Doug Furnas y Phil Lafon (Equipo 1) | Doug Furnas y Phil Lafon (Equipo 1) |
- The Undertaker derrotó a Mankind(14:52)
  - Undertaker cubrió a Mankind después de una "Tombstone Piledriver".
  - Paul Bearer fue suspendido en una caja sobre el ring durante la pelea. Una estipulación decía que si Undertaker ganaba, podía coger a Bearer, mientras, una interferencia de The Executioner preveía que lo intentara si no ganaba o lo intentaba durante la lucha.
- (4 on 4)Tradicional Survivor Series match: Marc Mero, Rocky Maivia, Jake Roberts y The Stalker (c/Sable) derrotaron a Crush, Jerry Lawler, Hunter Hearst Helmsley y Goldust (c/Marlena) (23:44)
  - Este fue el Debut de Rocky Maivia en la WWF

| Número de eliminación | Luchador                | Equipo                  | Eliminado por           | Técnica requerida       | Tiempo                  |
| --------------------- | ----------------------- | ----------------------- | ----------------------- | ----------------------- | ----------------------- |
| 1                     | Jerry Lawler            | Equipo 2                | Jake Roberts            | "DDT"                   | 10:01                   |
| 2                     | The Stalker             | Equipo 1                | Goldust                 | "Curtain Call"          | 12:44                   |
| 3                     | Hunter Hearst Helmsley  | Equipo 2                | Marc Mero               | "Wild Thing"            | 19:20                   |
| 4                     | Marc Mero               | Equipo 1                | Crush                   | "Heart punch"           | 20:33                   |
| 5                     | Jake Roberts            | Equipo 1                | Crush                   | "Heart punch"           | 20:54                   |
| 6                     | Crush                   | Equipo 2                | Rocky Maivia            | "Flying bodypress"      | 23:12                   |
| 7                     | Goldust                 | Equipo 2                | Rocky Maivia            | "Shoulderbreaker"       | 23:44                   |
| Survivor:             | Rocky Maivia (Equipo 1) | Rocky Maivia (Equipo 1) | Rocky Maivia (Equipo 1) | Rocky Maivia (Equipo 1) | Rocky Maivia (Equipo 1) |
- Bret Hart derrotó a Steve Austin (28:36)
  - Hart cubrió a Austin después de devolverle un "Million Dollar Dream", transformándolo en un "floatover springboard back press".
  - En esta pelea Bret volvió a pelear tras 8 meses sin pelear.
- (4 on 4)Tradicional Survivor Series match: Faarooq, Vader, Razor Ramon II y Diesel II (c/Clarence Mason) lucharon contra Flash Funk, Jimmy Snuka, Savio Vega y Yokozuna, llegando a no tener resultado (9:48)

| Número de eliminación | Luchador                                                    | Equipo              | Eliminado por | Técnica requerida                             | Tiempo  |
| --------------------- | ----------------------------------------------------------- | ------------------- | ------------- | --------------------------------------------- | ------- |
| 1                     | Savio Vega                                                  | Equipo 2            | Diesel II     | "Jackknife Powerbomb"                         | 8:39    |
| 2                     | Razor Ramon II                                              | Equipo 1            | Jimmy Snuka   | "Superfly Splash"                             | 9:28    |
| 3                     | Faarooq, Vader, Diesel II, Flash Funk Jimmy Snuka, Yokozuna | Equipo 1 y Equipo 2 | Nadie         | Fueron descalificados por pelearse en el ring | 9:48    |
| Supervivientes:       | Ninguno                                                     | Ninguno             | Ninguno       | Ninguno                                       | Ninguno |
- Sycho Sid derrotó a Shawn Michaels (c/José Lothario), ganando el Campeonato de la WWF (20:02)
  - Sid cubrió a Michaels tras pegarle con una cámara de TV y después de una "Powerbomb".

## Otros roles
| Comentaristas - Vince McMahon - Jim Ross - Jerry Lawler - peleas abiertas - Sunny - segunda pelea de eliminación - Jim Cornette - tercera pelea de eliminación Comentaristas españoles - Carlos Cabrera - Hugo Savinovich Entrevistadores - Kevin Kelly - Dok Hendrix - Todd Pettengill Anunciador del ring - Howard Finkel | Árbitros - Earl Hebner - Jack Doan - Harvey Wippleman - Mike Chioda |